# Adoufe e Vilarinho de Samardã
Adoufe e Vilarinho de Samardã (oficialmente: União das Freguesias de Adoufe e Vilarinho de Samardã) é uma freguesia portuguesa do município de Vila Real, com 37,76 km² de área e 2658 habitantes (censo de 2021). A sua densidade populacional é 70,4 hab./km².

## História
A freguesia foi criada aquando da reorganização administrativa de 2012/2013, resultando da agregação das antigas freguesias de Adoufe e Vilarinho de Samardã.

Antigas freguesias que deram origem à União das Freguesias de Adoufe e Vilarinho de Samardã (Vila Real).

Na prática, a nova freguesia reconstrói, sob designação diferente, o território da antiga freguesia de Adoufe, conforme seria pelo século XVI, antes da desanexação da freguesia de Vilarinho de Samardã.
Inclui no seu território os seguintes lugares: Adoufe, Benagouro, Borbelinha, Calçada, Coêdo, Couto, Covelo (aldeia partilhada com a freguesia de Telões, do vizinho concelho de Vila Pouca de Aguiar), Escariz, Gravelos (sede), Minhava, Paredes, Rebordinho, Samardã, Testeira, Vilarinho de Samardã e Vila Seca.
Embora não confronte com a freguesia oficialmente urbana, a proximidade a esta vem tornando crescentemente suburbana a zona sul da freguesia (Vila Seca), que se integra no limite do perímetro urbano da cidade de Vila Real.

## Demografia
A população registada nos censos foi:
| Distribuição da População por Grupos Etários | Distribuição da População por Grupos Etários | Distribuição da População por Grupos Etários | Distribuição da População por Grupos Etários | Distribuição da População por Grupos Etários | Distribuição da População por Grupos Etários |
| -------------------------------------------- | -------------------------------------------- | -------------------------------------------- | -------------------------------------------- | -------------------------------------------- | -------------------------------------------- |
| Antes da agregação                           |                                              |                                              |                                              |                                              |                                              |
| Ano                                          | 0-14 anos                                    | 15-24 anos                                   | 25-64 anos                                   | >= 65 anos                                   | Total                                        |
| 2001                                         | 512                                          | 468                                          | 1441                                         | 453                                          | 2874                                         |
| 2011                                         | 466                                          | 346                                          | 1567                                         | 516                                          | 2895                                         |
| Após a agregação                             |                                              |                                              |                                              |                                              |                                              |
| Ano                                          | 0-14 anos                                    | 15-24 anos                                   | 25-64 anos                                   | >= 65 anos                                   | Total                                        |
| 2021                                         | 293                                          | 320                                          | 1426                                         | 619                                          | 2658                                         |